# Zerofobia (tournée)
Zerofobia è il terzo spettacolo itinerante di Renato Zero, svoltasi nel 1977 e legata all'omonimo album Zerofobia. 
Successivamente, fu poi trasmesso dalla RAI e nel 1993 fu pubblicato in VHS.

## Info
Il tour fu il primo successo dell'artista. Il disco entrò in classifica nelle zone alte, grazie allo spettacolo di cui si parla in tutta Italia, Zerofobia. Renato ancora una volta, effettua un tour massacrante nelle discoteche. Da ricordare i 5 giorni al Teatro Tenda di Piazza Mancini in Roma, che diventarono clamorosamente, 12. A Natale replicò lo spettacolo, inaugurando la tradizione, al Teatro Tenda a Strisce per 5 giorni, dal 25 al 29 dicembre per un totale di 7 spettacoli. Lo spettacolo si divide in due tempi: nel primo, dialoga continuamente con il pubblico, presentando brani facenti parte del repertorio passato, seguendo un filo logico preciso: la storia della sua vita. Nella seconda parte cominciava lo spettacolo vero e proprio: un musical, (sarà il suo modo di presentarsi al pubblico per tutto il suo percorso artistico), in cui si mettono in evidenza, i "mali" della società dei consumi. Si incontrano vari personaggi: l'amante, il padre, la madre, la peripatetica, tutti interpretati da "mimi-ballerini". Il finale dello spettacolo è ormai un "cult", in occasione del brano "Il cielo", tutto il pubblico veniva coperto da un enorme telo azzurro stellato, sorretto dai ballerini. Festeggia il compleanno in Versilia al Teatro Tenda Bussoladomani di Sergio Bernardini, inaugurando una tradizione che durerà per molti anni ancora. 
Dalla "Gazzetta di Mantova" di Venerdi 22 luglio 1977 viene riportato un articolo sull'avvenuto spettacolo di Renato Zero in terra virgiliana presso la discoteca "El Patio Club" di Marmirolo. Il recital avvenne la domenica precedente alla data riportata dal quotidiano mantovano. Lo stesso giornale riporta in data  21 agosto 1977 l'avvenuto concerto di Zerofobia presso la discoteca Sayonara di Castel Goffredo (Mn).

## Date
In aggiornamento
| #      | Giorno           | Città   | Luogo               | Fonte                       |
| ------ | ---------------- | ------- | ------------------- | --------------------------- |
|        | 4 ottobre 1977   | Roma    | Teatro Tenda        | [ 1 ] [ 2 ]                 |
|        | 5 ottobre 1977   | Roma    | Teatro Tenda        | [ 3 ]                       |
|        | 6 ottobre 1977   | Roma    | Teatro Tenda        | [ 4 ]                       |
|        | 7 ottobre 1977   | Roma    | Teatro Tenda        | [ 5 ]                       |
|        | 8 ottobre 1977   | Roma    | Teatro Tenda        | [ 6 ]                       |
| diurna | 9 ottobre 1977   | Roma    | Teatro Tenda        | [ 7 ]                       |
| serale | 9 ottobre 1977   | Roma    | Teatro Tenda        | [ 7 ]                       |
|        | 11 ottobre 1977  | Roma    | Teatro Tenda        | [ 8 ]                       |
|        | 12 ottobre 1977  | Roma    | Teatro Tenda        | [ 9 ]                       |
|        | 13 ottobre 1977  | Roma    | Teatro Tenda        | [ 10 ]                      |
|        | 14 ottobre 1977  | Roma    | Teatro Tenda        | [ 11 ]                      |
|        | 15 ottobre 1977  | Roma    | Teatro Tenda        | [ 12 ]                      |
| diurna | 16 ottobre 1977  | Roma    | Teatro Tenda        | [ 13 ]                      |
| serale | 16 ottobre 1977  | Roma    | Teatro Tenda        | [ 13 ]                      |
|        | 18 ottobre 1977  | Milano  | Teatro Odeon        | [ 14 ]                      |
|        | 19 ottobre 1977  | Milano  | Teatro Odeon        | [ 15 ]                      |
|        | 20 ottobre 1977  | Milano  | Teatro Odeon        | [ 16 ]                      |
|        | 21 ottobre 1977  | Milano  | Teatro Odeon        | [ 16 ]                      |
| diurna | 22 ottobre 1977  | Milano  | Teatro Odeon        | [ 16 ]                      |
| serale | 22 ottobre 1977  | Milano  | Teatro Odeon        | [ 16 ]                      |
| diurna | 23 ottobre 1977  | Milano  | Teatro Odeon        | [ 16 ]                      |
| serale | 23 ottobre 1977  | Milano  | Teatro Odeon        | [ 16 ]                      |
|        | 7 novembre 1977  | Bologna | Palazzo dello Sport |                             |
|        | 14 novembre 1977 | Torino  | Teatro Alfieri      | [ 17 ] [ 18 ] [ 19 ] [ 20 ] |
| diurna | 25 dicembre 1977 | Roma    | Teatro Tendastrisce | [ 21 ]                      |
| serale | 25 dicembre 1977 | Roma    | Teatro Tendastrisce | [ 21 ]                      |
| diurna | 26 dicembre 1977 | Roma    | Teatro Tendastrisce | [ 21 ]                      |
| serale | 26 dicembre 1977 | Roma    | Teatro Tendastrisce | [ 21 ]                      |
|        | 27 dicembre 1977 | Roma    | Teatro Tendastrisce | [ 21 ]                      |
|        | 28 dicembre 1977 | Roma    | Teatro Tendastrisce | [ 21 ]                      |
|        | 29 dicembre 1977 | Roma    | Teatro Tendastrisce | [ 21 ]                      |

- Roma (Teatro delle Arti) - anteprima il ??/??/77
- Carpi (Picchio Verde) - 01/11/1977
- Mantova (Caravel) - 03/11/1977
- Fontanellato (Jambo) - 04/11/1977
- Valenza Po (Dancing Valentia) - 05/11/1977
- Valdengo (Dancing Molen Club) - 06/11/1977
- La Spezia (Monteverdi) - 08/11/1977
- Novi Ligure (Teatro Italia) - 09/11/1977
- Savona (Teatro Astor) - 10/11/1977
- Cantù (Palasport) - 11/11/1977
- Borgo San Lorenzo (Teen Club) - 12/11/1977
- Pian di Coreglia (Sky-Lab) - 13/11/1977
- Biella (Fareggiana) - 15/11/1977
- Novara (Teatro Sociale) - 16/11/1977
- Mestre (Teatro Corso) - 17/11/1977
- Ravenna (Teatro Astoria) - 18/11/1977
- Legnago (Play Time) - 19/11/1977
- Formigine (Picchio Rosso) - 21/11/1977
- Ancona (Metropolitan) - 22/11/1977
- Lucca (Teatro Moderno) - 23/11/1977
- Arezzo (Teatro Politeama) - 24/11/1977
- Sesto Fiorentino (Teatro Verdi) - 25/11/1977
- Chiesina Uzzanese (Don Carlos) - 26/11/1977
- Palermo (Teatro Biondo) – 28-29/11/1977
- Siracusa (Teatro Verga) - 30/11/1977
- Catania (Teatro Ambasciatori) – 01-02/12/1977
- Ragusa (Teatro 2000) - 04/12/1977
- Catanzaro (Teatro Comunale) - 05/12/1977

Dalla "Gazzetta di Mantova" di Venerdi 22 luglio 1977 viene riportato un articolo sull'avvenuto spettacolo di Renato Zero in terra virgiliana presso la discoteca "El Patio Club" di Marmirolo. Il recital avvenne la domenica precedente alla data riportata dal quotidiano mantovano. Lo stesso giornale riporta in data 21 agosto 1977 l'avvenuto concerto di Zerofobia presso la discoteca Sayonara di Castel Goffredo (Mn).

## Scaletta
Sono sottolineati i brani provenienti dall'album correlato allo spettacolo, Zerofobia.

### Primo tempo
1. Sogni nel buio
2. No! Mamma, no!
3. Inventi
4. Salvami!
5. Scegli adesso oppure mai
6. Qualcuno mi renda l'anima
7. Metrò
8. Madame
9. Un uomo da bruciare

### Secondo tempo
1. Intro
2. Vivo
3. La favola mia (inedito)
4. L'ambulanza
5. Tragico samba
6. La trappola
7. Psicomania (inedito)
8. Sgualdrina
9. Regina
10. Manichini
11. Chi più chi meno (inedito)
12. Morire qui
13. Mi vendo
14. Il cielo